# Grewia simaoensis
Grewia simaoensis là một loài thực vật có hoa trong họ Cẩm quỳ. Loài này được Y.Y.Qian mô tả khoa học đầu tiên năm 1997.